# Gustaw Wielikowski
Gustaw (Gamzaj) Wielikowski (ur. 1889 w Wołkowysku lub 1899, zm. 23 kwietnia 1943 w getcie warszawskim) – polski prawnik i działacz społeczny pochodzenia żydowskiego, członek warszawskiego Judenratu w latach 1941–1943, członek prezydium Żydowskiej Samopomocy Społecznej.

## Życiorys
W młodości był działaczem syjonistów socjalistycznych, następnie terytorialistą. Ukończył studia prawnicze w Monachium. Pracował jako adwokat, był specjalistą ds. spraw kasacyjnych przed Sądem Najwyższym. Pisał wiersze w języku jidysz, przeszedł na chrześcijaństwo.
W 1940 roku wszedł w skład siedmioosobowego prezydium nowopowołanej organizacji Żydowska Samopomoc Społeczna – Komisja Koordynacyjna, z której przeszedł następnie do Żydowskiej Samopomocy Społecznej, kierował Referatem, a później Wydziałem Nadzoru, który zajmował się ściganiem nadużyć i niedopełnień obowiązków działaczy ŻSS. Z ramienia ŻSS był również doradcą organizacji przy szefie dystryktu warszawskiego.
W 1941 roku, po śmierci Henryka Grasberga wszedł w skład warszawskiego Judenratu, przewodził w nim Wydziałowi Opieki Społecznej oraz Wydziałowi Akcji Doraźnych, od lipca 1942 roku, pełnił funkcję wiceprezesa. 23 kwietnia 1943 roku został rozstrzelany wraz z innymi członkami Judenratu na Umschlagplatzu, jego rodzina została deportowana do obozu pracy w Poniatowej.